# Comontla
Comontla är en ort i Mexiko.   Den ligger i kommunen Lolotla och delstaten Hidalgo, i den sydöstra delen av landet, 180 km norr om huvudstaden Mexico City. Comontla ligger 738 meter över havet och antalet invånare är 106.
Terrängen runt Comontla är kuperad åt nordväst, men åt sydost är den bergig. Runt Comontla är det ganska glesbefolkat, med 48 invånare per kvadratkilometer. Närmaste större samhälle är San Felipe Orizatlán, 19,2 km nordost om Comontla. I omgivningarna runt Comontla växer i huvudsak städsegrön lövskog.